# ثيماتيريون
ثيماتيريون أو ثيماتيريوم (باليونانية: Θυμιατήριον، وباللاتينية: Thymiaterium) هي مدينة مغربية قديمة، اندثرت وحلت محلها قصبة المهدية حاليا. تعد المدينة واحدة من عدة مستوطنات قرطاجية أسسها حانون على طول السواحل الأطلسية أثناء رحلته الشهيرة.

## التسمية
يعتقد دوشارد أن تسمية المدينة هي في الأصل تنطق Du-mathiria والتي تعني في البونيقية "على السهل"، لكن الٳغريق حرفوا التسمية.
بينما يرى مارسي أن تسمية المدينة Thymiaterium تنقسم ٳلى كلمتين، الكلمة الأولى هي Tumia وتعني المصب، أما الكلمة الثانية فهي taria وتعني الوادي أو الساقية في اللغة الأمازيغية، ليأخد ٳسم المدينة بذلك معنى مصب الوادي.
كما يمكن أن يشتق القسم الأول من الكلمة اليونانية thym والذي يشير ٳلى نبات الزعتر، والذي لازال ينمو بنواحي المدينة خاصة بمحمية سيدي بوغابة، ليكون معنى الاسم بذلك هو وادي الزعتر.

## جغرافيا
حدد العديد من المؤرخين والباحثين مثل العالم كارل مولر وأطلس الجغرافيا القديمة والكلاسيكية موقع ثيماتيريون بمدينة المهدية حاليا والتي تقع على مصب نهر سبو غرب المملكة المغربية.
بنيت المدينة على تلة صغيرة بجوار جرف صخري على حافة المحيط الأطلسي. احتلت المدينة موقعاً ٳستراتيجياً مهما لكونها تقع على مصب أحد أكبر الأنهار في البلاد، كما أنها تتوسط السهول الغربية الشاسعة والصالحة للزراعة.

## تاريخ
بنيت المدينة من طرف البحارة القرطاجيين خلال القرن الخامس قبل الميلاد خلال رحلة حانون القرطاجي الشهيرة والتي حاول فيها الٳلتفاف حول قارة أفريقيا، نقل بعض من المؤرخين الإغريق تفاصيل الرحلة في كتبهم بعد الٳطلاع عليها في جدار معبد ملكارت في قرطاج قبل تدمريه من قبل الرومان، وقد ذكرت مدينة ثيماتيريون فيها:
| ثيماتيريون | بعدما ٳجتزنا أعمدة هرقل وسرنا في البحر لمدة يومين، أنشأنا البلدة الأولى وسميناها ثيماتيريون، يقع تحتها سهل كبير | ثيماتيريون |

بعد ذلك ذكر العديد من المؤرخين والرحالة والجغرافيين المدينة تحت ٳسم تيمياتيريا، كرحلة سكيلاس الزائف والذي قال:
| ثيماتيريون | وبعد ليكسوس نجد نهر كرابيس والميناء والمدينة الفينيقية تيمياتيريا | ثيماتيريون |

كما ذكرها ايثيان البيزنطي وقال:
| ثيماتيريون | ٳنها مدينة اللوبيين ويتفق مع الرحالة حول الشكل، أي تيمياتيريا | ثيماتيريون |